# 七松町

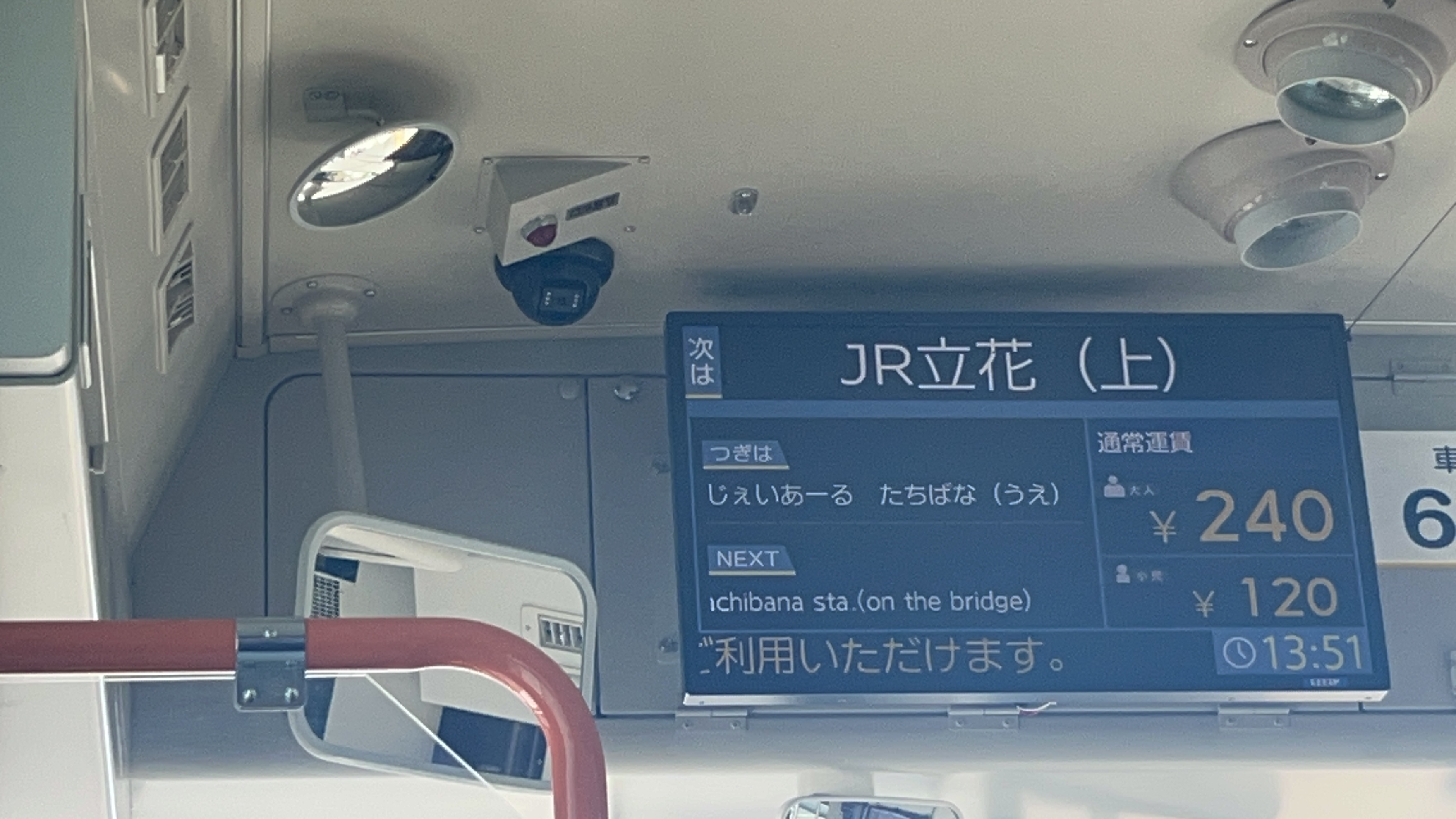
阪神バスJR立花（上）停留所案内

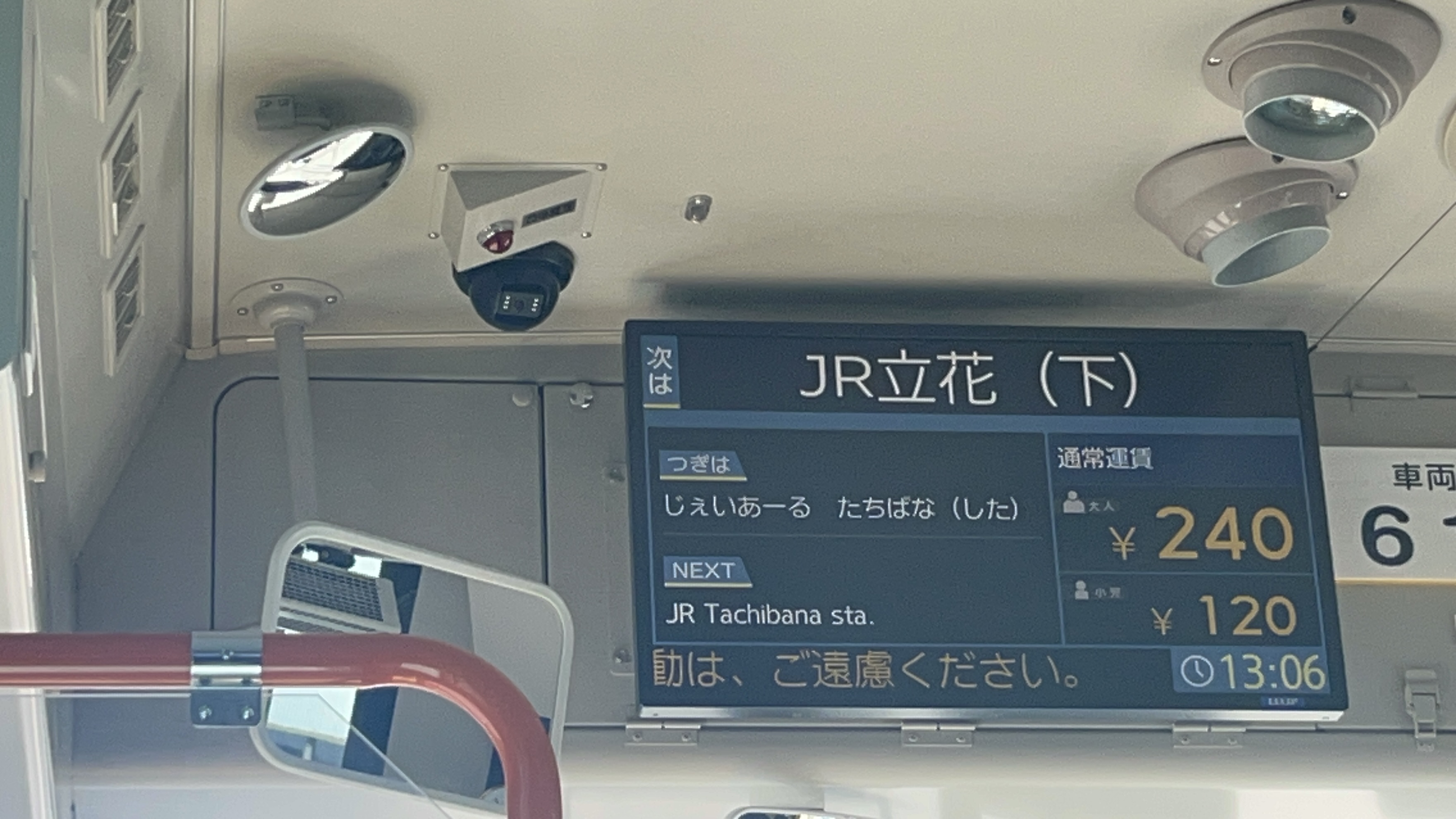
阪神バスJR立花（下）停留所案内

七松町（ななまつちょう）は、兵庫県尼崎市にある町丁。1丁目から3丁目まである。郵便番号は660-0052。座標: 北緯34度44分14.920秒 東経135度23分57.173秒 / 北緯34.73747778度 東経135.39921472度

## 地理
東は東七松町、西は西立花町、南は南七松町・西難波町、北は立花町と隣接している。

## 交通

### 鉄道
鉄道は走っていない。バスのJR立花停留所は当町内に位置するが、JR立花駅自体は立花町にある。

### バス
| 路線番号   | 業者     | 起点         | 町内の停留所                                                | 終点       |
| ---------- | -------- | ------------ | ----------------------------------------------------------- | ---------- |
| 14         | 阪神バス | 阪急塚口     | (立花町)-JR立花-浜浦町-七松小学校-(東七松町)                | 阪神出屋敷 |
| 15         | 阪神バス | 阪急武庫之荘 | (立花町)-JR立花-浜浦町-七松小学校-(東七松町)                | 阪神尼崎   |
| 30         | 阪神バス | 阪急塚口     | (立花町)-JR立花-浜浦町-(浜田町)                             | 武庫川     |
| 31         | 阪神バス | 阪急塚口     | (三反田町)-七松町3丁目-(東七松町)                           | 阪神尼崎   |
| 43         | 阪神バス | 宮ノ北団地   | (西立花町)-浜浦町-JR立花-七松町2丁目-七松町3丁目-(東七松町) | 阪神尼崎   |
| 43-2       | 阪神バス | 武庫営業所   | (西立花町)-浜浦町-JR立花-七松町2丁目-七松町3丁目-(東七松町) | 阪神尼崎   |
| 47         | 阪神バス | 阪急武庫之荘 | (立花町)-JR立花-浜浦町-(西立花町)                           | 武庫川     |
| 47-2       | 阪神バス | 阪急武庫之荘 | (立花町)-JR立花-浜浦町-(西立花町)                           | 武庫川     |
| 49         | 阪神バス | 阪急武庫之荘 | (西立花町)-浜浦町-JR立花-七松町2丁目-七松町3丁目-(東七松町) | 阪神出屋敷 |
| 50         | 阪神バス | JR尼崎南     | (東七松町)-七松町3丁目-七松町2丁目-JR立花-浜浦町-(西立花町) | 阪神出屋敷 |
| 50-2       | 阪神バス | 阪神杭瀬     | (東七松町)-七松町3丁目-七松町2丁目-JR立花-浜浦町-(西立花町) | 阪神出屋敷 |
| 50-4       | 阪神バス | JR尼崎南     | (東七松町)-七松町3丁目-七松町2丁目-JR立花-浜浦町-(西立花町) | 武庫川     |
| 55         | 阪神バス | 阪急武庫之荘 | (西立花町)-浜浦町-JR立花-七松町2丁目-七松町3丁目-(東七松町) | JR尼崎南   |
| 60         | 阪神バス | JR立花       | (立花町)-JR立花-浜浦町-(浜田町)                             | 末広町     |
| AD1        | 阪神バス | 武庫営業所   | (立花町)-JR立花-浜浦町-七松小学校-(東七松町)                | 北初島町   |
| 伊丹立花線 | 阪神バス | 金井町       | (立花町)-JR立花                                             | JR立花     |

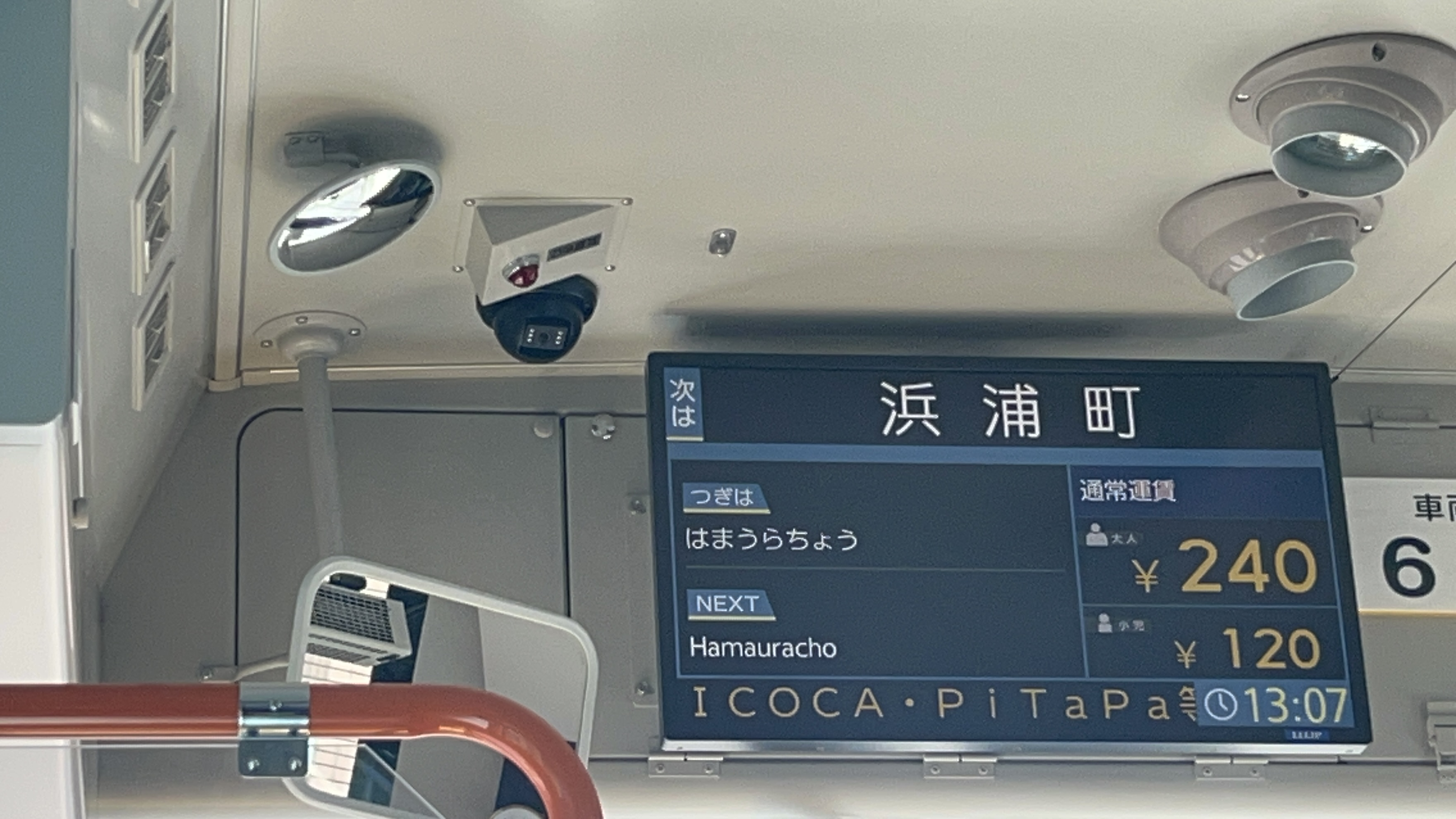
阪神バス浜浦町停留所案内
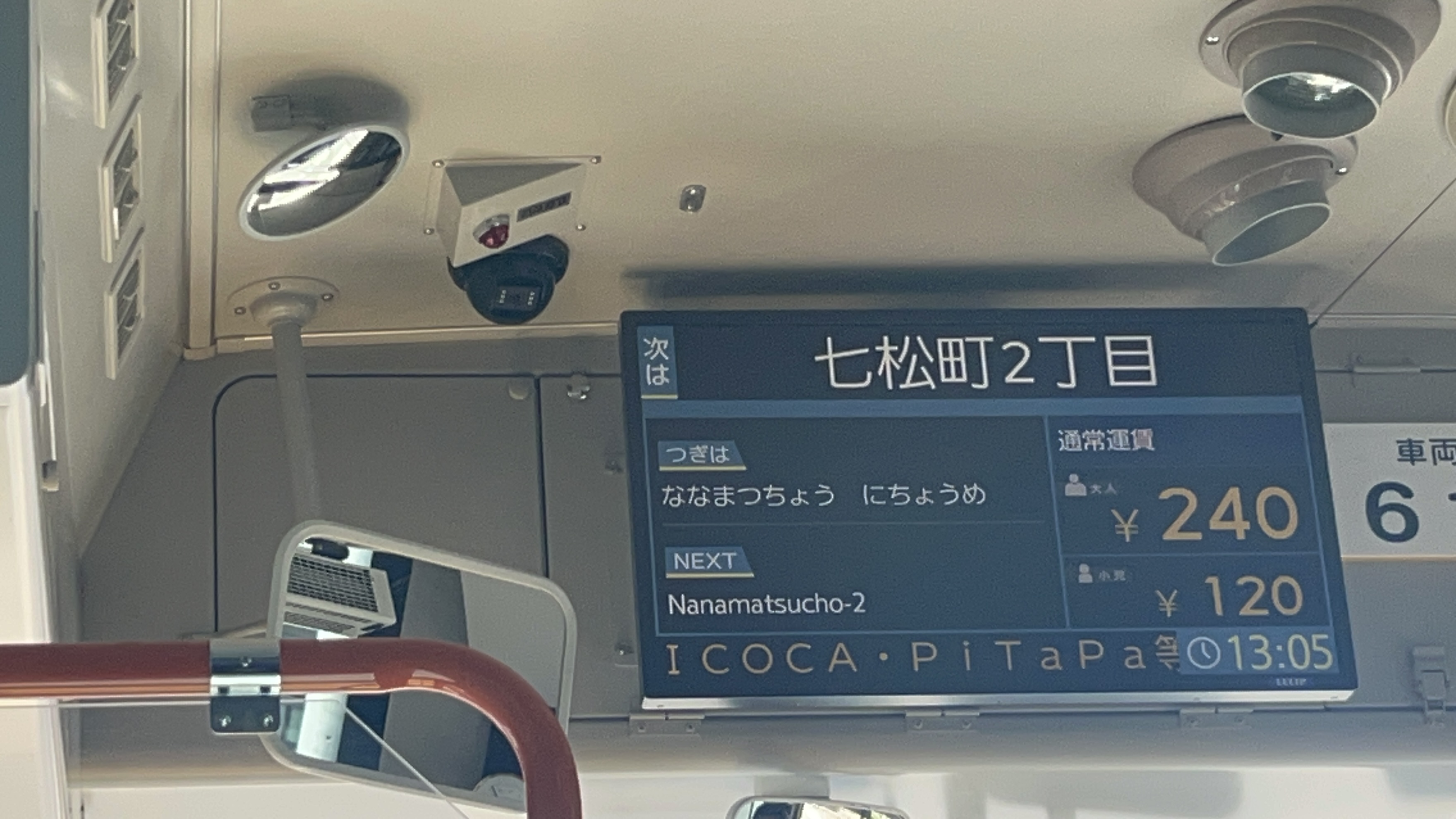
阪神バス七松町2丁目停留所案内
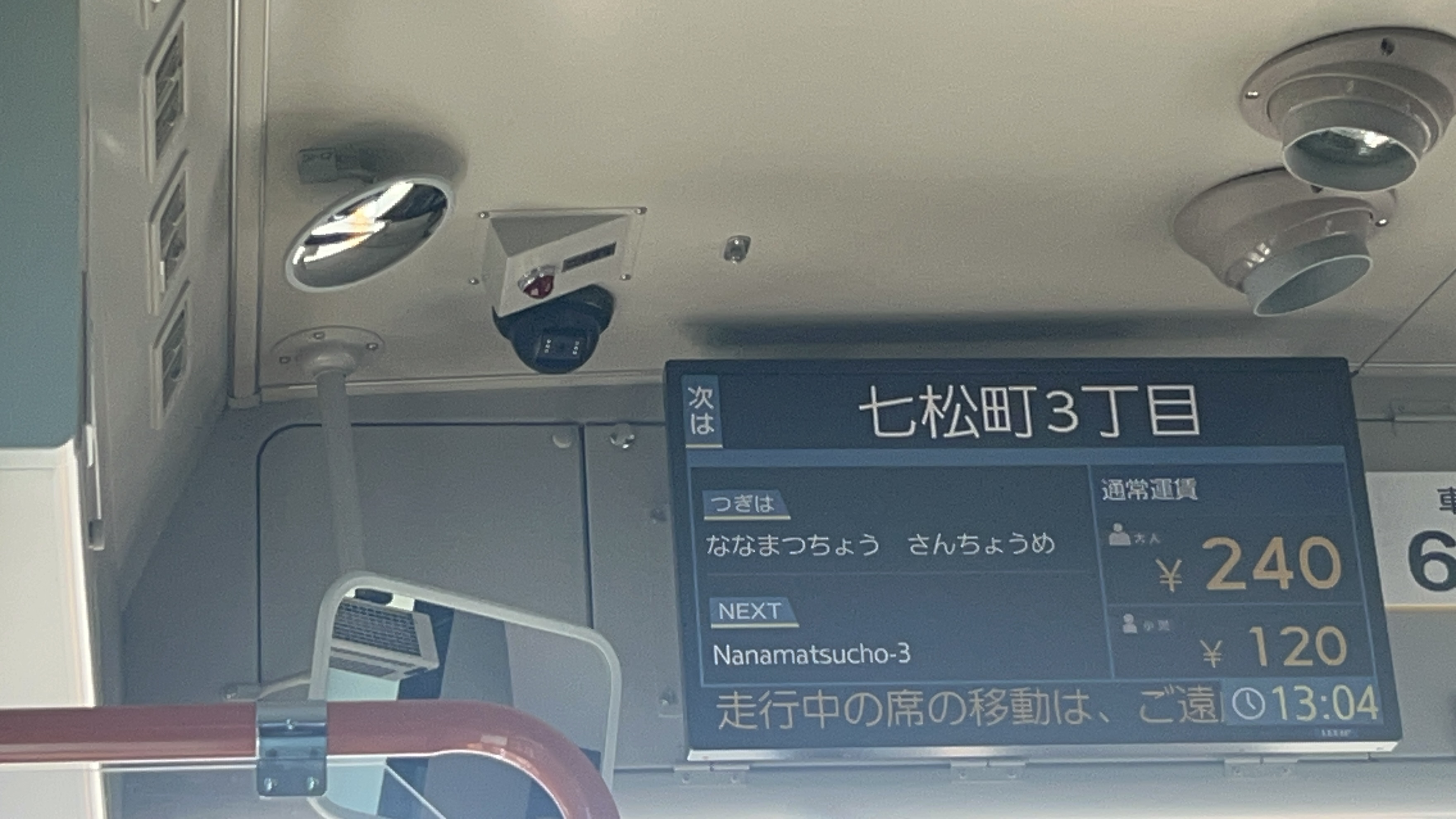
阪神バス七松町3丁目停留所案内
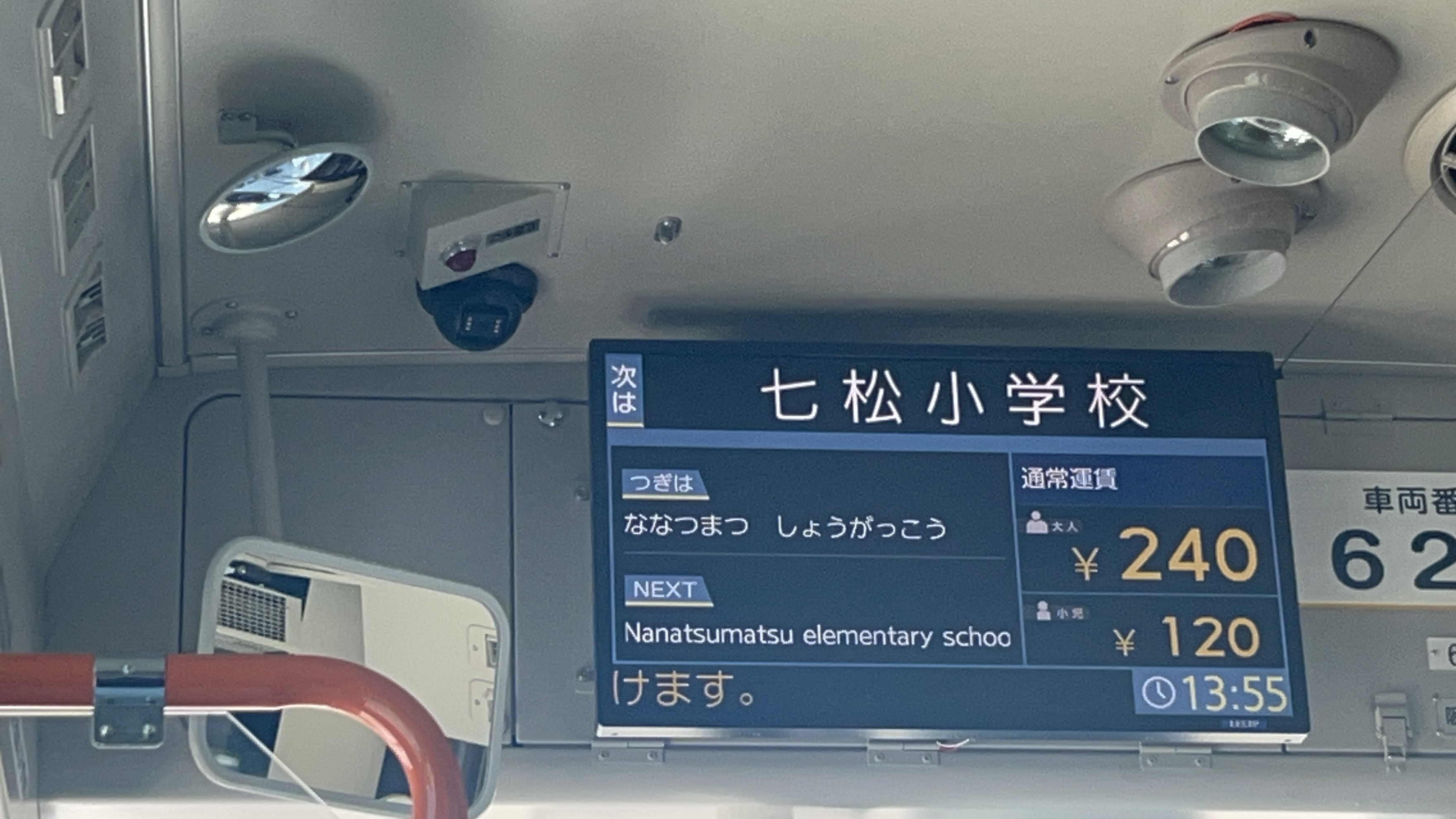
阪神バス七松小学校[注 1]停留所案内

## 校区
出典:
| 丁目 | 区域 | 小学校     | 中学校     |
| ---- | ---- | ---------- | ---------- |
| 1    | 全域 | 七松小学校 | 日新中学校 |
| 2    | 全域 | 七松小学校 | 日新中学校 |
| 3    | 全域 | 七松小学校 | 日新中学校 |

## 施設

### 1丁目
- フェスタ立花 南館
- 立花駅南側歩道橋上広場

### 2丁目
- 七松幼稚園
- 昭和公園
- ファミリーマート ＪＲ立花駅南店

### 3丁目
- 七松八幡神社